# Ashella
Ashella is een geslacht van kevers uit de familie van de kortschildkevers (Staphylinidae).

## Soorten
De volgende soorten zijn bij het geslacht ingedeeld:
- Ashella giulianii (Moore, 1978)